# Батискаф
Батискаф (батисфера) је подморница намијењена за истраживање великих морских дубина. Од обичне подморнице се разликује по слабијој покретљивости, малим димензијама и способности зарањања на много веће дубине.

## Батисфера
Тек појавом челика - јер притисак воде расте једну атмосферу на сваких 10 метара дубине - и рјешењем проблема дисања у затвореном простору постала је могућа конструкција батискафа. Амерички биолог Вилијам Биб (William Beeb) са професором Бартоном 1930. гради куглу од челика названу батисфера, која се могла спуштати до 1000 метара дубоко у воду. Била је везана за брод челичним ужетом дебљине 23 милиметра и спуштала се и дизала чекрком. Батисфера има 3 кварцна прозора дебљине 76 мм. Године 1930 се спуштају на 908 метара дубине, а Бартон се 1949. са побољшаним бентоскопом спушта на 1360 метара дубине.

## Батискаф
Ове батисфере су имале незгодну особину да је за већу дубину била потребна дебља и тежа кугла, а дебело уже је отежавало рад. Ради тога професори Огист Пикар (Auguste Piccard) и Макс Козен (Max Cosyns) праве аутономни батискаф на принципу аеростата. Челична кугла с посадом је прикачена на лаки труп испуњен бензином лакшим од воде, што је дало потребан узгон. Пловило је израђено 1948, и добило је име FNRS II.
Послије неких промјена и исправљања недостатака 1951. је израђен FNRS III тежине 90 тона. Имао је куглу као чврсти труп и лаки труп који је давао изглед подморнице. Кугла чврстог трупа је имала челичне стијене дебине 90 мм које су могле да издрже притиска воде на 6000 метара дубине. Била је пречника два метра. У кугли су се налазили инструменти, посада, кисеоник, акумулатори за погонске електромоторе и друго. Лаки труп је имао око 80000 литара бензина густине 0.68 кг/л.
Са овим батискафом 15. августа 1953. код Тулона је достигнуто 2100 метара, а 15. фебруара 1954. код Дакра 4050 метара.

## Батискаф Трст и највећа дубина
Огист Пикар гради нови батискаф Трст (Trieste) и 1953. достиже 3150 метара, а крајем 1956. до 3700 метара. Батискаф Трст је продат ратној морнарици САД, која са куглом дебљине 120 мм достиже највећу познату дубину од 10916 метара. Ово је изведено 25. јануара 1960, у Маријанској бразди. Модификовани батискаф Трст је 1963. открио потонулу нуклеарну подморницу Трешер (Tresher) на 2300 метара дубине.